# Liga Mexicana de Béisbol 2001
La Temporada 2001 de la Liga Mexicana de Béisbol fue la edición 77.
Para esta temporada no hubo cambios de sede. Se continuaba con el formato de 3 zonas (norte, centro y sur) que se había establecido desde la temporada de 1996. El calendario constaba de 122 partidos divididos en 2 vueltas.

## Equipos participantes
| Liga Mexicana de Béisbol 2001 |                              |           |                                        |                                      |             |
| Zona                          | Equipo                       | Fundación | Ciudad                                 | Estadio                              | Capacidad   |
| Norte                         | Acereros del Norte           | 1974      | Monclova, Coahuila                     | Monclova                             | 8,500       |
| Norte                         | Algodoneros de Unión Laguna  | 1940      | Torreón, Coahuila                      | Revolución                           | 9,500       |
| Norte                         | Broncos de Reynosa           | 1963      | Reynosa, Tamaulipas                    | Adolfo López Mateos                  | 10,000      |
| Norte                         | Saraperos de Saltillo        | 1970      | Saltillo, Coahuila                     | Francisco I. Madero                  | 16,000      |
| Norte                         | Sultanes de Monterrey        | 1939      | Monterrey, Nuevo León                  | Monterrey                            | 22,061      |
| Norte                         | Tecolotes de los Dos Laredos | 1940      | Nuevo Laredo, Tamaulipas Laredo, Texas | La Junta Veterans Field              | 7,800 5,000 |
| Centro                        | Cafeteros de Córdoba         | 1934      | Córdoba, Veracruz                      | "Beisborama"                         | 12,000      |
| Centro                        | Diablos Rojos del México     | 1940      | México, D. F.                          | Foro Sol                             | 25,000      |
| Centro                        | Guerreros de Oaxaca          | 1996      | Oaxaca, Oaxaca                         | Eduardo Vasconcelos                  | 7,200       |
| Centro                        | Pericos de Puebla            | 1938      | Puebla, Puebla                         | Hermanos Serdán                      | 12,112      |
| Centro                        | Tigres Capitalinos           | 1955      | México, D. F.                          | Foro Sol                             | 25,000      |
| Sur                           | Langosteros de Cancún        | 1996      | Cancún, Quintana Roo                   | Beto Ávila                           | 9,500       |
| Sur                           | Leones de Yucatán            | 1954      | Mérida, Yucatán                        | Kukulcán                             | 14,917      |
| Sur                           | Olmecas de Tabasco           | 1975      | Villahermosa, Tabasco                  | Centenario 27 de Febrero             | 8,500       |
| Sur                           | Piratas de Campeche          | 1980      | Campeche, Campeche                     | Nelson Barrera Romellón              | 6,000       |
| Sur                           | Rojos del Águila de Veracruz | 1903      | Veracruz, Veracruz                     | Deportivo Universitario "Beto Ávila" | 7,782       |

## Posiciones

### Primera Vuelta
| Zona Norte   | Zona Norte | Zona Norte | Zona Norte | Zona Norte | Zona Norte |
| Equipo       | Gan.       | Per.       | Porc.      | JV         | Puntos     |
| ------------ | ---------- | ---------- | ---------- | ---------- | ---------- |
| Monclova     | 37         | 25         | .597       | -          | 8          |
| Monterrey    | 33         | 28         | .541       | 3.5        | 7          |
| Reynosa      | 33         | 29         | .532       | 4.0        | 6.5        |
| Saltillo     | 30         | 30         | .500       | 6.0        | 6          |
| Unión Laguna | 28         | 33         | .459       | 8.5        | 5.5        |
| Dos Laredos  | 26         | 35         | .426       | 10.5       | 5          |
| Zona Centro  |            |            |            |            |            |
| Equipo       | Gan.       | Per.       | Porc.      | JV         | Puntos     |
| México       | 41         | 21         | .661       | -          | 8          |
| Tigres       | 37         | 22         | .627       | 2.5        | 7          |
| Oaxaca       | 31         | 28         | .525       | 8.5        | 6.5        |
| Puebla       | 25         | 36         | .410       | 15.5       | 6          |
| Córdoba      | 22         | 37         | .373       | 17.5       | 5.5        |
| Zona Sur     |            |            |            |            |            |
| Equipo       | Gan.       | Per.       | Porc.      | JV         | Puntos     |
| Campeche     | 32         | 29         | .525       | -          | 8          |
| Yucatán      | 31         | 30         | .508       | 1.0        | 7          |
| Veracruz     | 28         | 33         | .459       | 4.0        | 6.5        |
| Tabasco      | 27         | 35         | .435       | 6.5        | 6          |
| Cancún       | 26         | 36         | .419       | 6.5        | 5.5        |

### Segunda Vuelta
| Zona Norte   | Zona Norte | Zona Norte | Zona Norte | Zona Norte | Zona Norte |
| Equipo       | Gan.       | Per.       | Porc.      | JV         | Puntos     |
| ------------ | ---------- | ---------- | ---------- | ---------- | ---------- |
| Saltillo     | 38         | 22         | .638       | -          | 8          |
| Reynosa      | 36         | 24         | .600       | 2.0        | 7          |
| Monterrey    | 35         | 25         | .583       | 3.0        | 6.5        |
| Unión Laguna | 33         | 26         | .559       | 4.5        | 6          |
| Monclova     | 30         | 27         | .526       | 6.5        | 5.5        |
| Dos Laredos  | 22         | 37         | .373       | 15.5       | 5          |
| Zona Centro  |            |            |            |            |            |
| Equipo       | Gan.       | Per.       | Porc.      | JV         | Puntos     |
| Tigres       | 37         | 21         | .638       | -          | 8          |
| México       | 28         | 30         | .483       | 9.0        | 7          |
| Oaxaca       | 25         | 33         | .431       | 12.0       | 6.5        |
| Puebla       | 23         | 34         | .404       | 13.5       | 6          |
| Córdoba      | 16         | 41         | .281       | 20.5       | 5.5        |
| Zona Sur     |            |            |            |            |            |
| Equipo       | Gan.       | Per.       | Porc.      | JV         | Puntos     |
| Yucatán      | 37         | 23         | .617       | -          | 8          |
| Campeche     | 30         | 27         | .526       | 5.5        | 7          |
| Tabasco      | 29         | 31         | .483       | 8.0        | 6.5        |
| Veracruz     | 27         | 33         | .450       | 10.0       | 6          |
| Cancún       | 23         | 35         | .397       | 13.0       | 5.5        |

### Global
| Zona Norte   | Zona Norte | Zona Norte | Zona Norte | Zona Norte | Zona Norte |
| Equipo       | Gan.       | Per.       | Porc.      | JV         | Puntos     |
| ------------ | ---------- | ---------- | ---------- | ---------- | ---------- |
| Saltillo     | 68         | 52         | .567       | -          | 14         |
| Reynosa      | 69         | 53         | .566       | -          | 13.5       |
| Monclova     | 67         | 52         | .563       | 0.5        | 13.5       |
| Monterrey    | 68         | 53         | .562       | 0.5        | 13.5       |
| Unión Laguna | 61         | 59         | .508       | 7.0        | 11.5       |
| Dos Laredos  | 48         | 72         | .400       | 20.0       | 10         |
| Zona Centro  |            |            |            |            |            |
| Equipo       | Gan.       | Per.       | Porc.      | JV         | Puntos     |
| Tigres       | 74         | 43         | .632       | -          | 15         |
| México       | 69         | 51         | .575       | 6.5        | 15         |
| Puebla       | 54         | 62         | .466       | 19.5       | 12.5       |
| Oaxaca       | 50         | 69         | .420       | 25.0       | 12.5       |
| Córdoba      | 38         | 78         | .328       | 35.5       | 11         |
| Zona Sur     |            |            |            |            |            |
| Equipo       | Gan.       | Per.       | Porc.      | JV         | Puntos     |
| Yucatán      | 68         | 53         | .562       | -          | 15         |
| Campeche     | 62         | 56         | .525       | 4.5        | 15         |
| Tabasco      | 56         | 66         | .459       | 12.5       | 12.5       |
| Veracruz     | 55         | 66         | .455       | 13.0       | 12.5       |
| Cancún       | 49         | 71         | .408       | 18.5       | 11         |

| Clasificado a los playoffs |

## Juego de Estrellas
El formato del Juego de Estrellas de la LMB cambió nuevamente. Se enfrentaron los mejores extranjeros y mexicanos de la liga, terminando vencedores los mexicanos con pizarra de 9-0. Miguel Ojeda de los Diablos Rojos del México fue elegido el Jugador Más Valioso del partido, mientras que José Luis Sandoval de los mismos Diablos Rojos del México fue el ganador del Home Run Derby. El juego se realizó en el Foro Sol de la Ciudad de México debido a que era el nuevo estadio de béisbol en la liga, había sido inaugurado durante la temporada 2000.

## Postemporada
Calificaron los 2 primeros lugares de cada zona de acuerdo al puntaje, y de los 10 equipos restantes calificaron los 2 mejores en porcentaje. Se enfrentaron: 1° y 8°, 2° y 7°, 3° y 6°, 4° y 5°.
|  | Primer Play Off | Primer Play Off | Primer Play Off |        |           | Segundo Play Off | Segundo Play Off | Segundo Play Off |  |        | Final  | Final | Final |  |
|  |                 |                 |                 |        |           |                  |                  |                  |  |        |        |       |       |  |
|  |                 |                 |                 |        |           |                  |                  |                  |  |        |        |       |       |  |
|  | Monclova        | Monclova        | 4               |        |           |                  |                  |                  |  |        |        |       |       |  |
|  | Monclova        | Monclova        | 4               |        |           |                  |                  |                  |  |        |        |       |       |  |
|  | Reynosa         | Reynosa         | 2               |        |           |                  |                  |                  |  |        |        |       |       |  |
|  | Reynosa         | Reynosa         | 2               |        | Monclova  | Monclova         | 0                |                  |  |        |        |       |       |  |
|  |                 |                 |                 |        | Monclova  | Monclova         | 0                |                  |  |        |        |       |       |  |
|  |                 |                 | México          | México | 4         |                  |                  |                  |  |        |        |       |       |  |
|  | Yucatán         | Yucatán         | México          | México | 4         | 1                |                  |                  |  |        |        |       |       |  |
|  | Yucatán         | Yucatán         |                 |        |           |                  |                  |                  |  |        |        |       |       |  |
|  | México          | México          | 4               |        |           |                  |                  |                  |  |        |        |       |       |  |
|  | México          | México          | 4               |        |           |                  |                  |                  |  | México | México | 2     |       |  |
|  |                 |                 |                 |        |           |                  |                  |                  |  | México | México | 2     |       |  |
|  |                 |                 | Tigres          | Tigres | 4         |                  |                  |                  |  |        |        |       |       |  |
|  | Monterrey       | Monterrey       | Tigres          | Tigres | 4         | 4                |                  |                  |  |        |        |       |       |  |
|  | Monterrey       | Monterrey       |                 |        |           |                  |                  |                  |  |        |        |       |       |  |
|  | Saltillo        | Saltillo        | 3               |        |           |                  |                  |                  |  |        |        |       |       |  |
|  | Saltillo        | Saltillo        | 3               |        | Monterrey | Monterrey        | 3                |                  |  |        |        |       |       |  |
|  |                 |                 |                 |        | Monterrey | Monterrey        | 3                |                  |  |        |        |       |       |  |
|  |                 |                 | Tigres          | Tigres | 4         |                  |                  |                  |  |        |        |       |       |  |
|  | Campeche        | Campeche        | Tigres          | Tigres | 4         | 2                |                  |                  |  |        |        |       |       |  |
|  | Campeche        | Campeche        |                 |        |           |                  |                  |                  |  |        |        |       |       |  |
|  | Tigres          | Tigres          | 4               |        |           |                  |                  |                  |  |        |        |       |       |  |
|  | Tigres          | Tigres          | 4               |        |           |                  |                  |                  |  |        |        |       |       |  |
|  |                 |                 |                 |        |           |                  |                  |                  |  |        |        |       |       |  |

### Equipo campeón
Por tercer año consecutivo se repetía la serie final entre Tigres y Diablos, jugándose todos los partidos en el Foro Sol.
El 11 de septiembre de 2001 se jugó el sexto y último partido de la serie en donde los Tigres dirigidos por Dan Firova ganaron para obtener el octavo título y segundo bicampeonato de su historia. El partido se desarrolló a la una de la tarde pues fue reprogamado después de una suspensión por lluvia y el reglamento indicaba ese horario. Esa fecha coincidió con el atentado terrorista contra el World Trade Center de Nueva York por lo que no hubo cobertura por radio del partido ni en la estación oficial de Tigres ni en la de Diablos pues todos los medios estaban enfocados en el atentado.
Ese día también, fue el último partido que los Tigres disputaron como locales en el D. F. pues días antes del fin de la temporada regular, Carlos Peralta, dueño del equipo, anunció que después de 46 años en la ciudad (desde su fundación) el equipo se mudaría para el 2002 a Puebla, argumentando la poca asistencia de aficionados al parque. Toda la afición felina estuvo en desacuerdo con la medida y en los últimos encuentros como local del equipo se veían mantas pidiéndole a Peralta que no se llevara al equipo.

## Designaciones
Se designó como novato del año a Albino Contreras de los Pericos de Puebla.

## Acontecimientos relevantes
- 20 de mayo: Mike Romano de los Saraperos de Saltillo lanza juego sin hit ni carrera de 7 entradas con marcador de 6-0 sobre los Sultanes de Monterrey.
- 28 de junio: Ravelo Manzanillo de los Leones de Yucatán lanza juego sin hit ni carrera de 7 entradas con marcador de 1-0 sobre los Piratas de Campeche.
- 11 de julio: Alejandro Romero de los Acereros del Norte lanza juego sin hit ni carrera de 9 entradas con marcador de 1-0 sobre los Rojos del Águila de Veracruz.
- 18 de agosto: Mike Romano de los Saraperos de Saltillo vuelve a lanzar juego sin hit ni carrera en el Sexto Juego de los Playoffs con marcador de 9-0 sobre los Sultanes de Monterrey.
- José Juan López de los Broncos de Reynosa empata récord, aún vigente, de 41 juegos salvados en una temporada.[3]